# Pancrácio (sofista)
Pancrácio (em latim: Pancratius) foi sofista do século IV, autor de um comentário sobre a Arte retórica (Τέχνη ρητορική) de Minuciano. Talvez pode ser identificado com o indivíduo homônimo de origem armênia, pai de Proerésio.